# Ural-4320
Der Ural-4320 (russisch Урал-4320, aktuelle Eigenschreibweise des Herstellers URAL-4320) ist ein allradgetriebener russischer Lastkraftwagen in Haubenlenkerbauweise mit der Antriebsformel 6×6. Er wurde noch in der Zeit des Bestehens der Sowjetunion entwickelt und wird seitdem von Uralski Awtomobilny Sawod produziert. Er dient als geländegängiges Transport- und Rüstfahrzeug für verschiedene, oft militärische Anwendungen.
Mit dem Ural-4420 existiert eine Version des Lastwagens als Sattelzugmaschine, als Ural-5557 wird auch eine Variante des Fahrzeugs als Kipper gebaut. Neben der Standardversion des Ural-4320 mit drei Achsen gibt es noch den kleineren Ural-43206, der nur zwei Achsen hat.

## Fahrzeuggeschichte

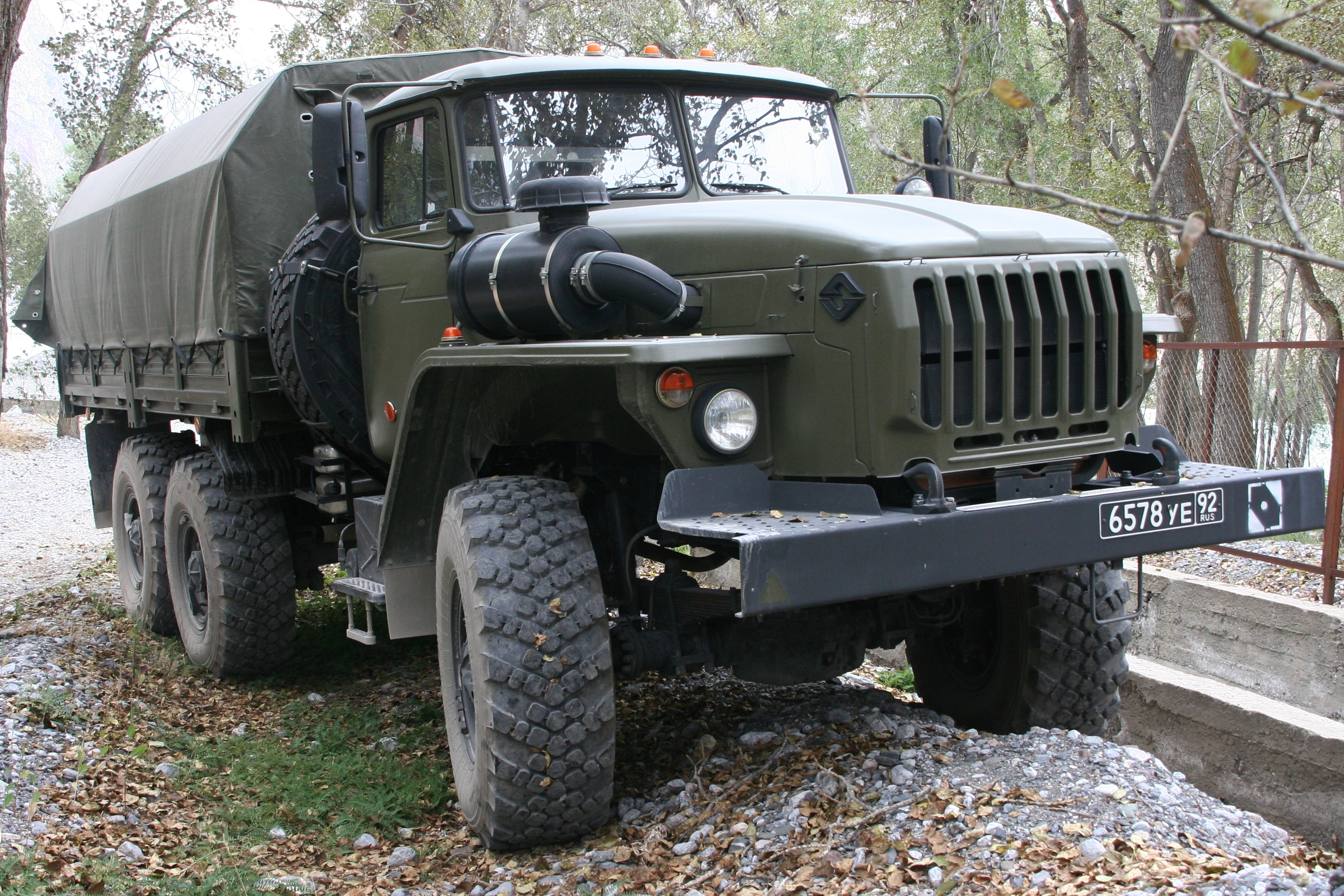
Ural-4320 der russischen Streitkräfte in Tadschikistan (2016)

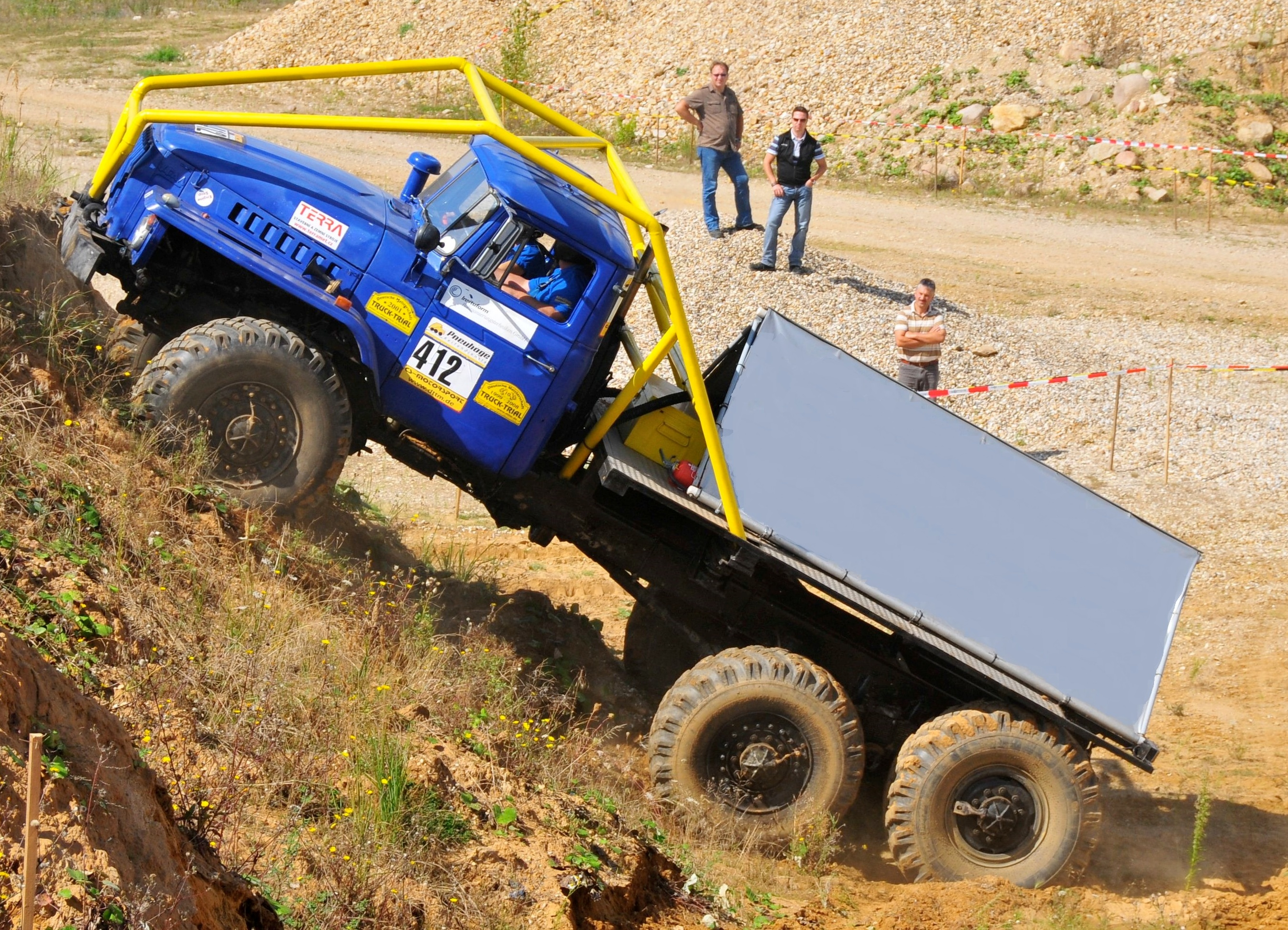
Ural-4320 bei einem Truck Trial (2007)

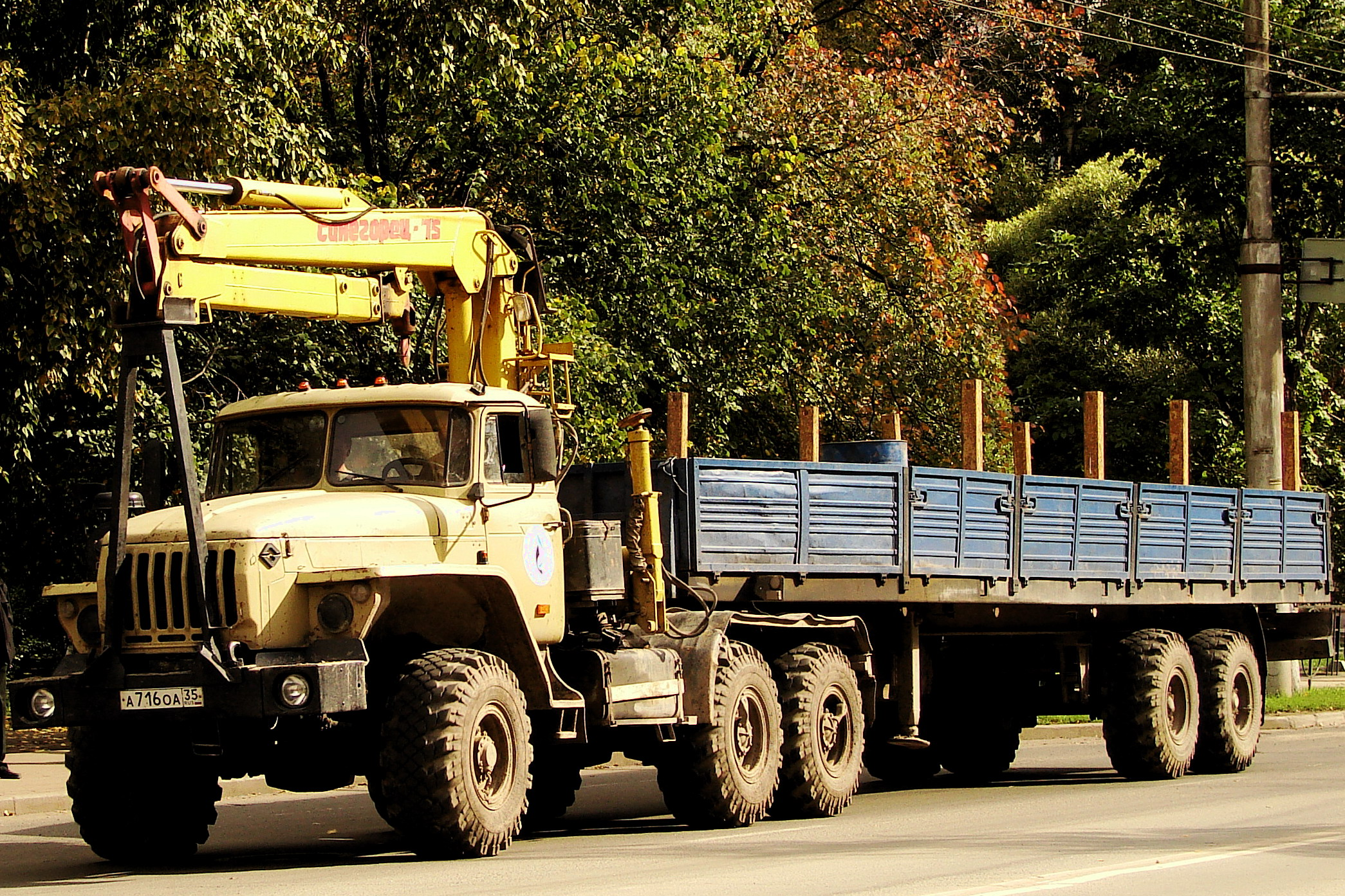
Ural-4420, die Version als Sattelzugmaschine (2009)

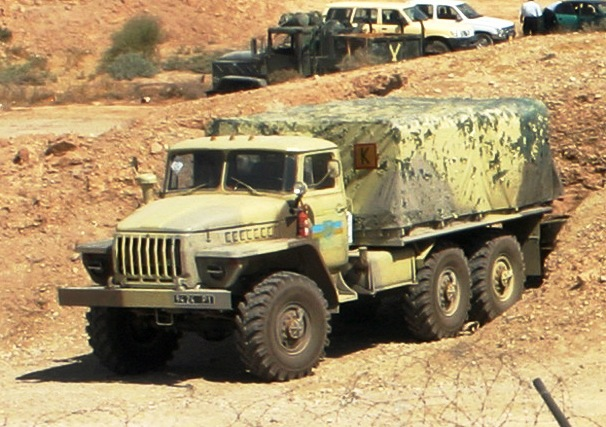
Ural-4320 der ukrainischen Armee im Irak (2003)

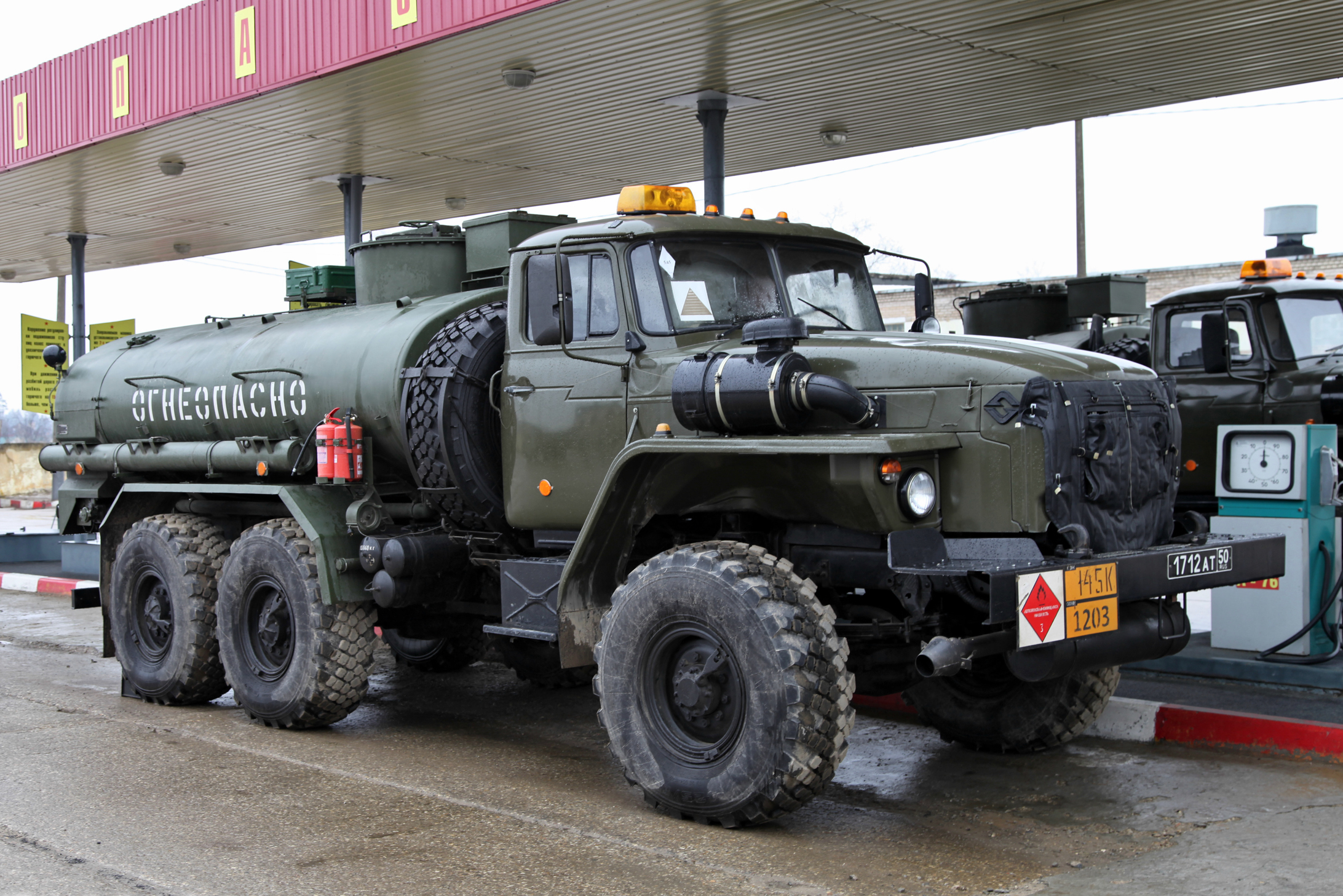
Ural-4320 der russischen Streitkräfte als Tankwagen (2012)

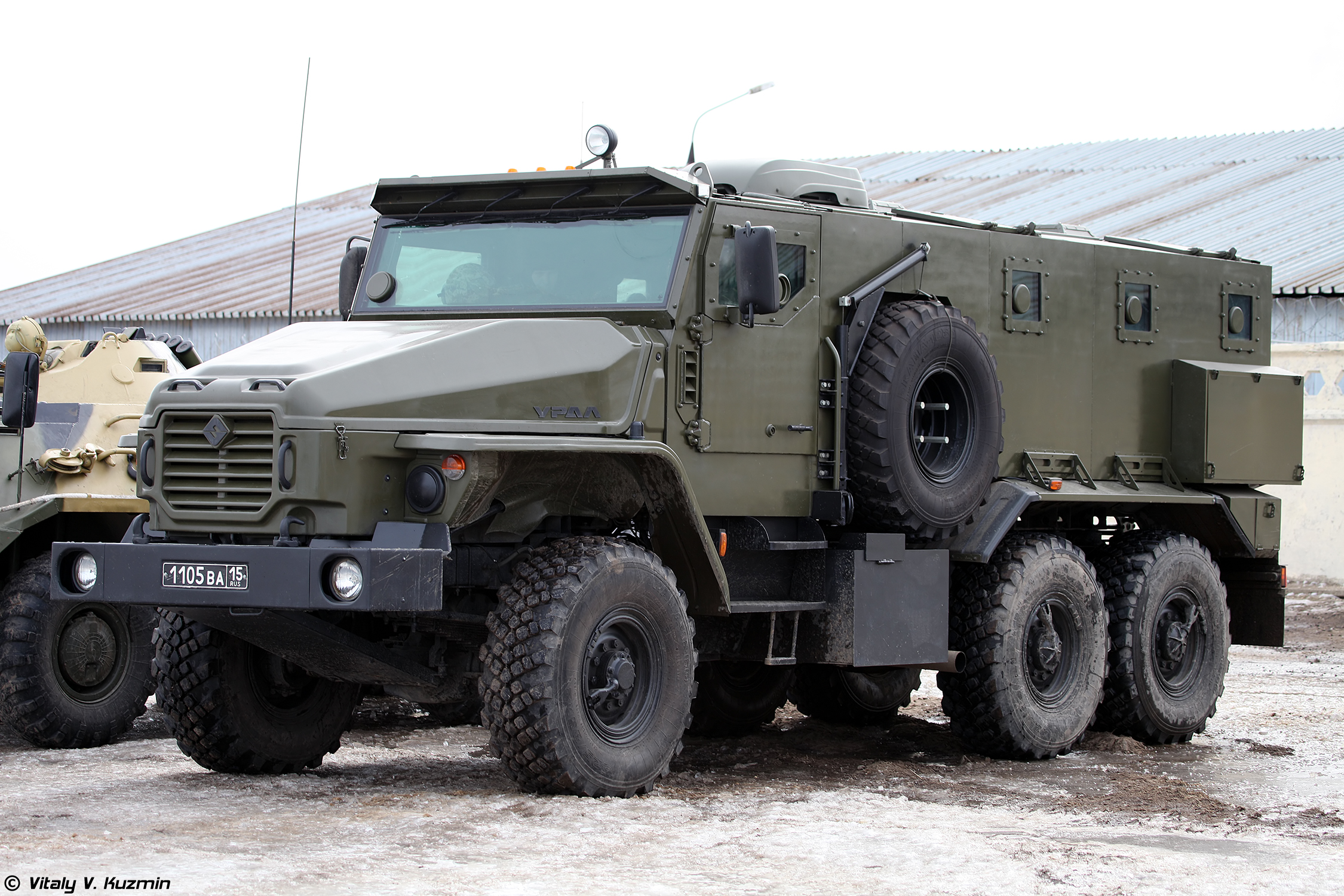
Gepanzerter Ural-4320WW bei den russischen Streitkräften (2016)

Bereits 1961 begann das Uralski Awtomobilny Sawod (kurz UralAZ) mit der Serienfertigung des Ural-375. Dieses Fahrzeug war dem späteren Ural-4320 sehr ähnlich, hat jedoch einen Ottomotor. Es ergab sich der Nachteil, dass der Treibstoffverbrauch mit etwa 45 Litern pro 100 Kilometer für einen Lastwagen dieser Gewichtsklasse sehr hoch ausfiel. Entsprechend versuchte man bereits Ende der 1960er-Jahre, ein Modell mit wirtschaftlicherem Dieselmotor zu entwickeln.
Die frühe Einführung eines Ural-Lastwagens mit Dieselmotor scheiterte hauptsächlich daran, dass keine passenden Motoren in Masse verfügbar waren. So wurde noch in den 1960er-Jahren unter der Bezeichnung Ural-640 vom UralAZ ein passender Motor selbst entwickelt und zur Serienreife gebracht. Allerdings mangelte es auch an Produktionsanlagen, so dass das Projekt letztlich fallengelassen werden musste.
Im Jahr 1969 wurden die Pläne für das neue KamAZ-Werk in Nabereschnyje Tschelny konkret. Die dortige Motorenproduktion wurde dafür ausgelegt, auch andere Fahrzeughersteller in der Sowjetunion mit dringend benötigten Dieselmotoren zu beliefern. Währenddessen entwickelte das Jaroslawski Motorny Sawod Prototypen für die späteren Motoren und Getriebe, die KamAZ in Serie fertigen sollte. Noch im gleichen Jahr wurden Prototypmotoren vom Typ JaMZ-7E641 (russisch ЯМЗ-7Э641) an das UralAZ geliefert, ebenso wie passende experimentelle Schaltgetriebe vom Typ JaMZ-E141 (russisch ЯМЗ-Э141). Beides gemeinsam wurde in einen Ural-375D verbaut und ab Januar 1970 ausgiebigen Tests unterzogen. Dabei wurden knapp 20.000 Kilometer Erprobungsfahrten zurückgelegt, es zeigten sich insbesondere am neuen Dieselmotor diverse Mängel. Zur Behebung dieser wurde er an das Jaroslawski Motorny Sawod zurückgegeben.
Zwei Jahre darauf, 1972, kam der Motor überarbeitet und nun unter der Bezeichnung JaMZ-740 zurück ins UralAZ. Er wurde wieder in ein Testfahrzeug verbaut, das Ural-E4320 genannt wurde. Nachdem 1973 weitere Tests abgeschlossen waren, wurde die Vorbereitung der Fertigung des Ural-4320 mit Dieselmotor genehmigt. Zuvor waren weitere Prototypen gebaut worden, darunter auch Exemplare der späteren Sattelzugmaschine Ural-4420. Neben dem neuen Motor wurden später in die Serienfertigung einige weitere Änderungen übernommen. Dies betraf insbesondere die Kabine und die Innenausstattung, den Kühlergrill, die Achsgehäuse, das Verteilergetriebe und auch das Schaltgetriebe.
Im Jahr 1974 wurden weitere Prototypen für neuerliche Abnahmeprüfungen gebaut, die Prüfungen selbst waren 1975 abgeschlossen. Daraufhin genehmigte am 31. Dezember 1975 das zuständige sowjetische Ministerium die Serienfertigung der Lastwagen. Der Motorenzulieferer KamAZ nahm die Produktion 1976 auf und die ersten fünf Serienfahrzeuge des Ural-4320 wurden im Dezember 1977 vollendet. Bis zum Jahresende verließen 25 Lkw das Werk.
Das Problem mit der schlechten Motorenverfügbarkeit sollte noch eine Weile weiter bestehen bleiben. So konnten 1978 nur 100 der neuen Lastwagen gebaut werden. Bis etwa 1986 waren die verwendeten Ladeflächen gleich mit denen des auch weiterhin gefertigten Ural-375. Erst danach wurden eigens für den Ural-4320 andere Aufbauten hergestellt. 1990 erreichte die Fertigung einen Ausstoß von 31.500 Fahrzeugen. Die meisten Ural-4320 wurden an das sowjetische Verteidigungsministerium beziehungsweise an die Armee ausgeliefert. Aber auch zivil fanden sie Anwendung, ebenso werden die Fahrzeuge noch heute exportiert.
Nach dem Zerfall der Sowjetunion wurde 1993 die Produktion des Ural-375D eingestellt. Er war insbesondere deshalb so lange parallel gebaut worden, weil der Ottomotor in sehr kalten Regionen länger betriebsfähig bleibt. Mitte der 1990er-Jahre begann das UralAZ eine Kooperation mit IVECO. Dadurch haben heute einige der Lastwagen nicht mehr die klassische lange Haube, sondern Kabinen, wie sie bei der Iveco T-Reihe verbaut wurden.
Mit Stand 2016 wird das Modell noch immer nahezu unverändert vom Hersteller gebaut, wobei heute typischerweise Sechs- und Achtzylindermotoren der Typen JaMZ-236 und JaMZ-238 zum Einsatz kommen. Dadurch stehen Leistungen von 132 bis 176 kW (180 bis 240 PS) zur Auswahl. Seit etwa 2013 werden auch völlig andere Dieseltriebwerke des gleichen Herstellers verbaut. KamAZ liefert dagegen keine Triebwerke mehr zu. Seit 2015 wird unter der Bezeichnung URAL NEXT ein Nachfolger angeboten.
In jüngster Zeit ist der Ural-4320 wegen seiner Geländegängigkeit wieder im Truck Trial zu finden.

## Militärische Bedeutung
Der Ural-4320 war ein Standardfahrzeug der Armeen im Warschauer Pakt. So findet sich eine erhebliche Anzahl dieser LKW auch heute noch bei den russischen und ukrainischen Streitkräften wieder. Der Lastwagen wurde außerdem in verschiedene afrikanische Länder exportiert, auch im Irak und in Afghanistan ist er anzutreffen.
Die Nationale Volksarmee der DDR beschaffte den Ural-4320 erstmals relativ spät im Jahr 1983. Bis dahin war bereits der Vorgänger importiert worden. Beide Lastwagen fanden sowohl mit Pritschenaufbau als auch mit diversen Sonderaufbauten Verwendung. Außerdem kam auch eine geringe Anzahl Sattelzugmaschinen vom Typ Ural-44202 zur NVA, die auf dem Ural-4320 basieren. Zum Stichtag des 3. Oktober 1990 hatte die NVA etwa 970 Exemplare des Ural-4320 in diversen unterschiedlichen Ausführungen im Bestand.
Auch gepanzerte Versionen des Ural-4320 sind gebaut worden.

### Kampfeinsätze
Das Fahrzeug wird im Russisch-Ukrainischen Krieg von beiden Seiten eingesetzt. Laut dem Oryx-Blog gingen mit Stand Juli 202 mindestens 104 Fahrzeuge auf ukrainischer Seite, sowie mindestens 1.649 Fahrzeuge auf russischer Seite verloren.

## Modellvarianten

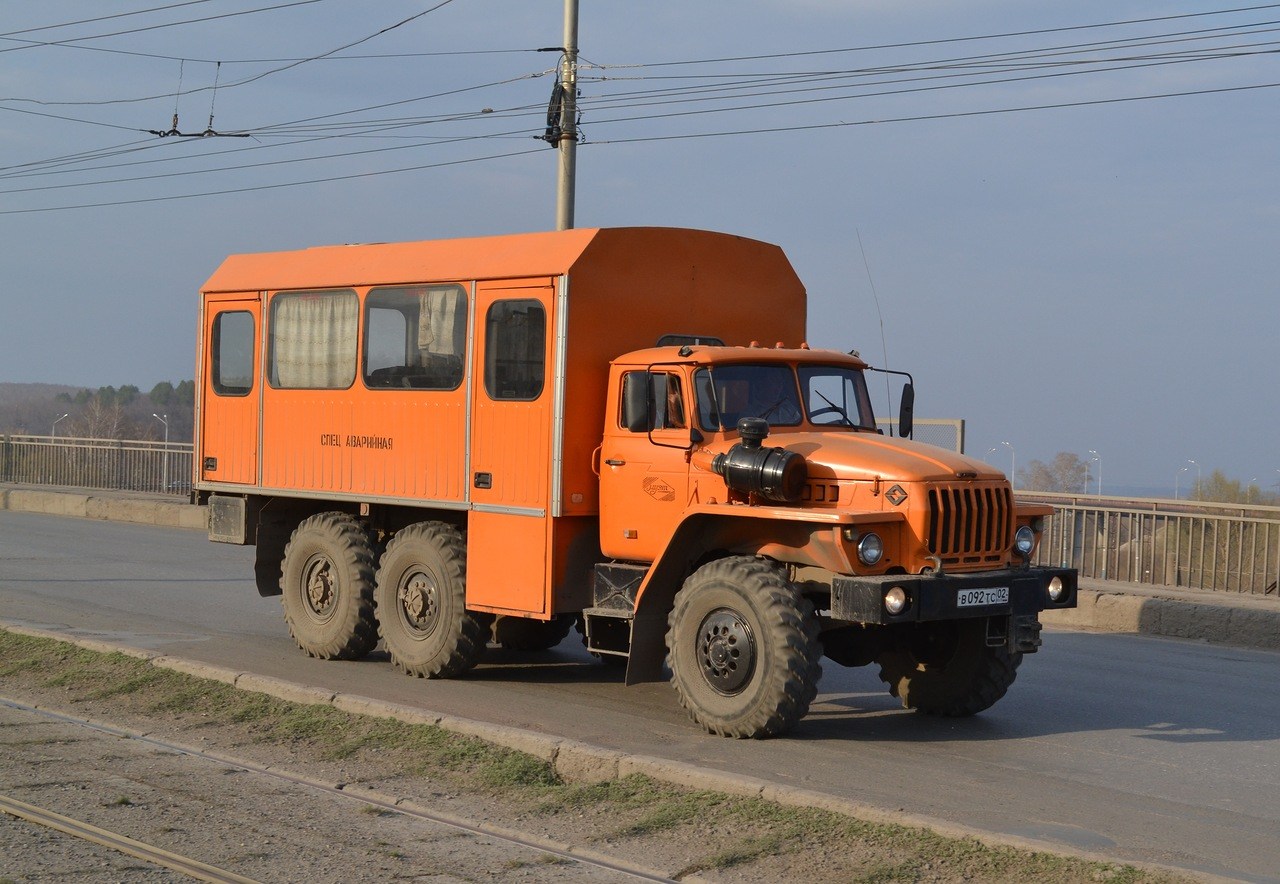
Ural-3255 zur Personenbeförderung auf Basis des Ural-4320 (2013)

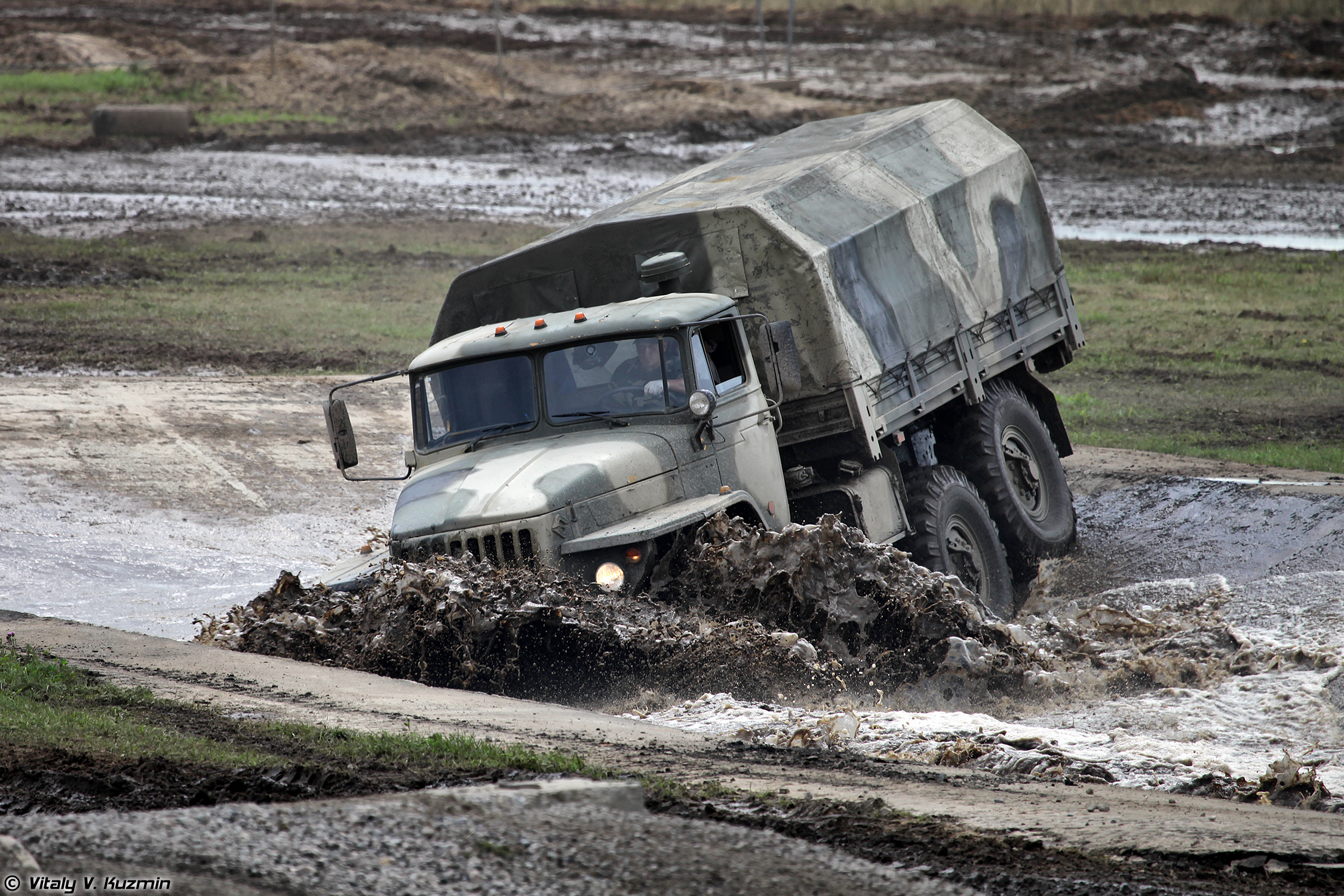
Ural-4320 bei einer Wasserdurchfahrt (2014)

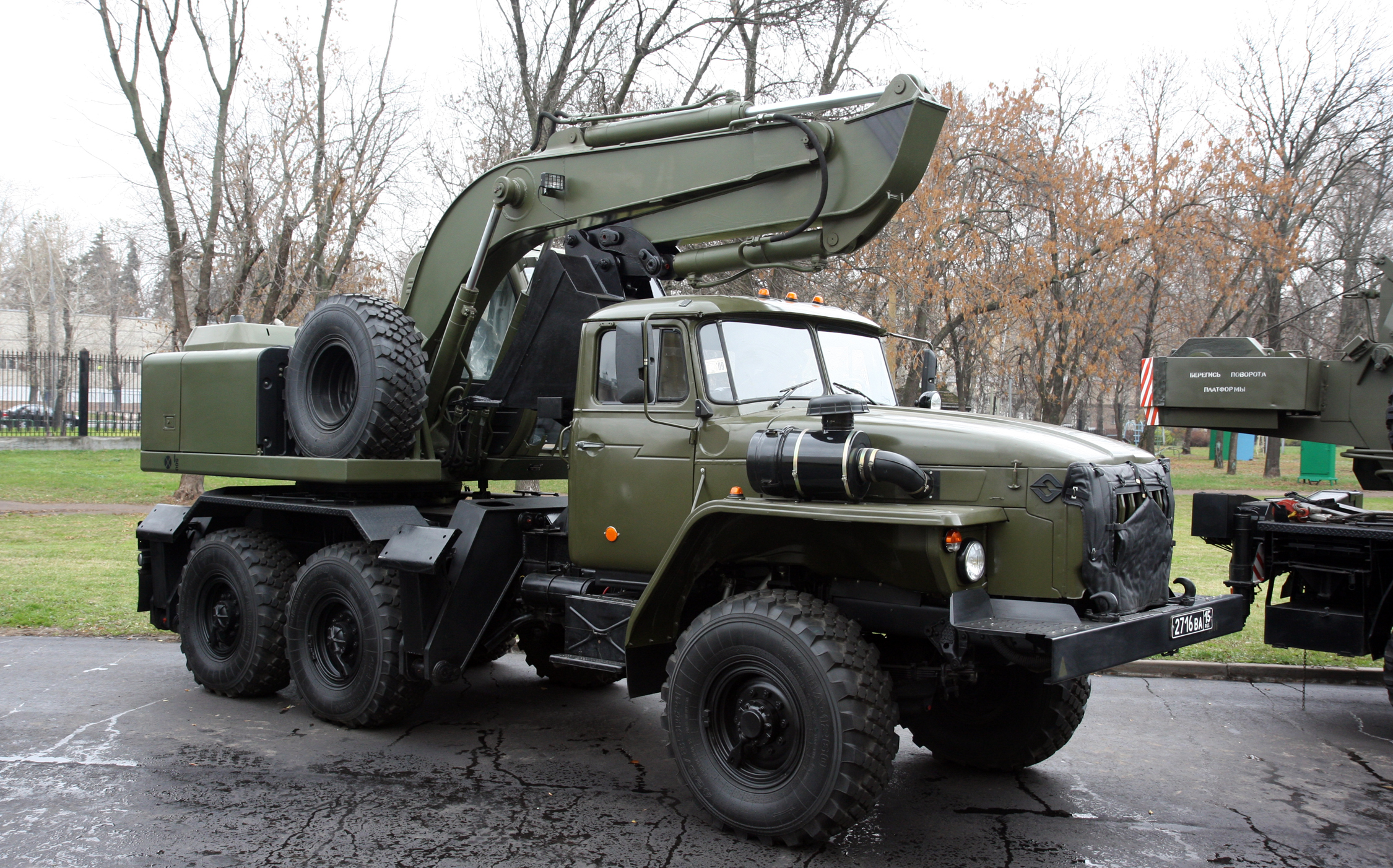
EOW-3521-Mobilbagger auf Ural-4320 (2008)

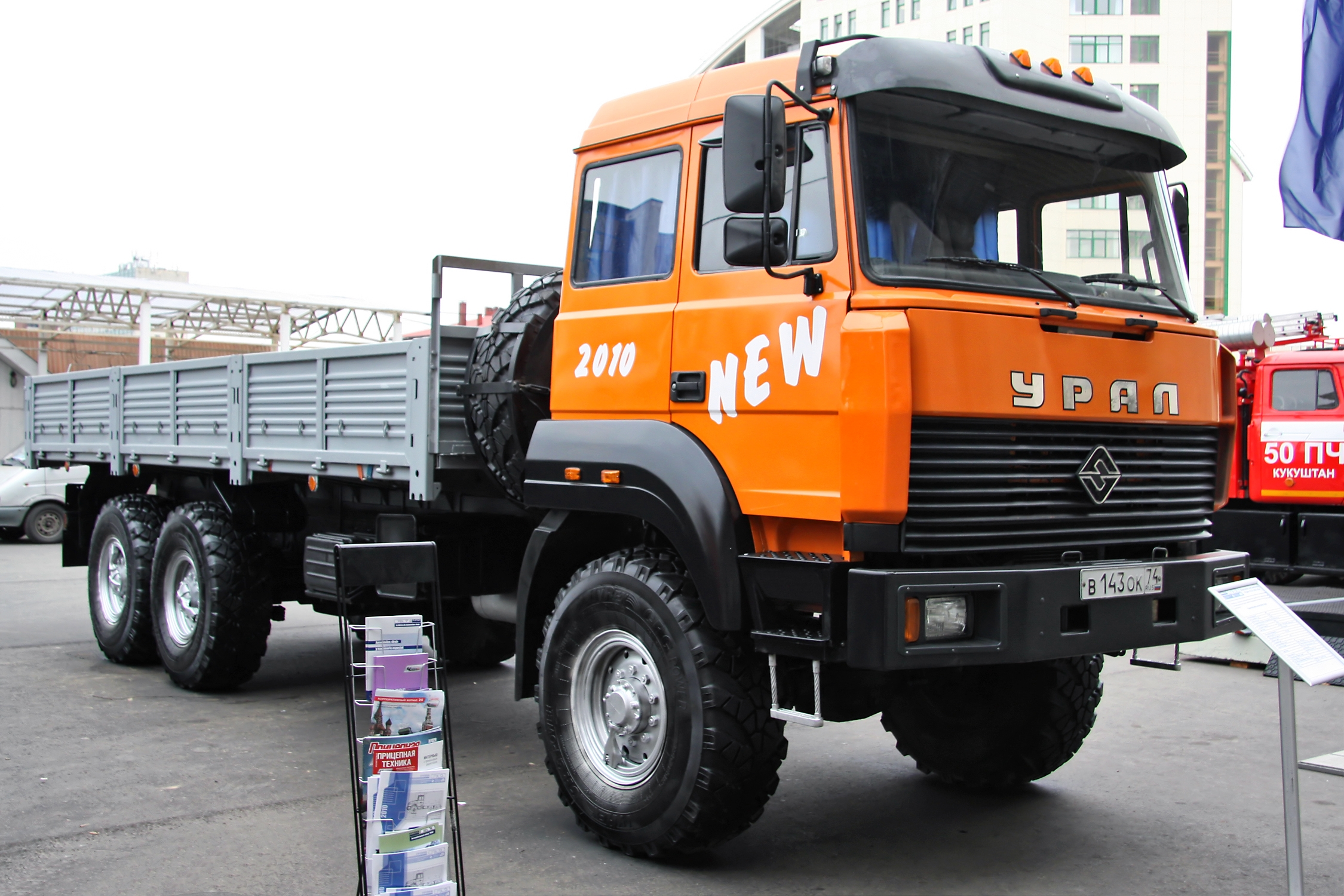
Ural-4320 mit Kabine der Iveco T-Reihe als Frontlenker (2010)

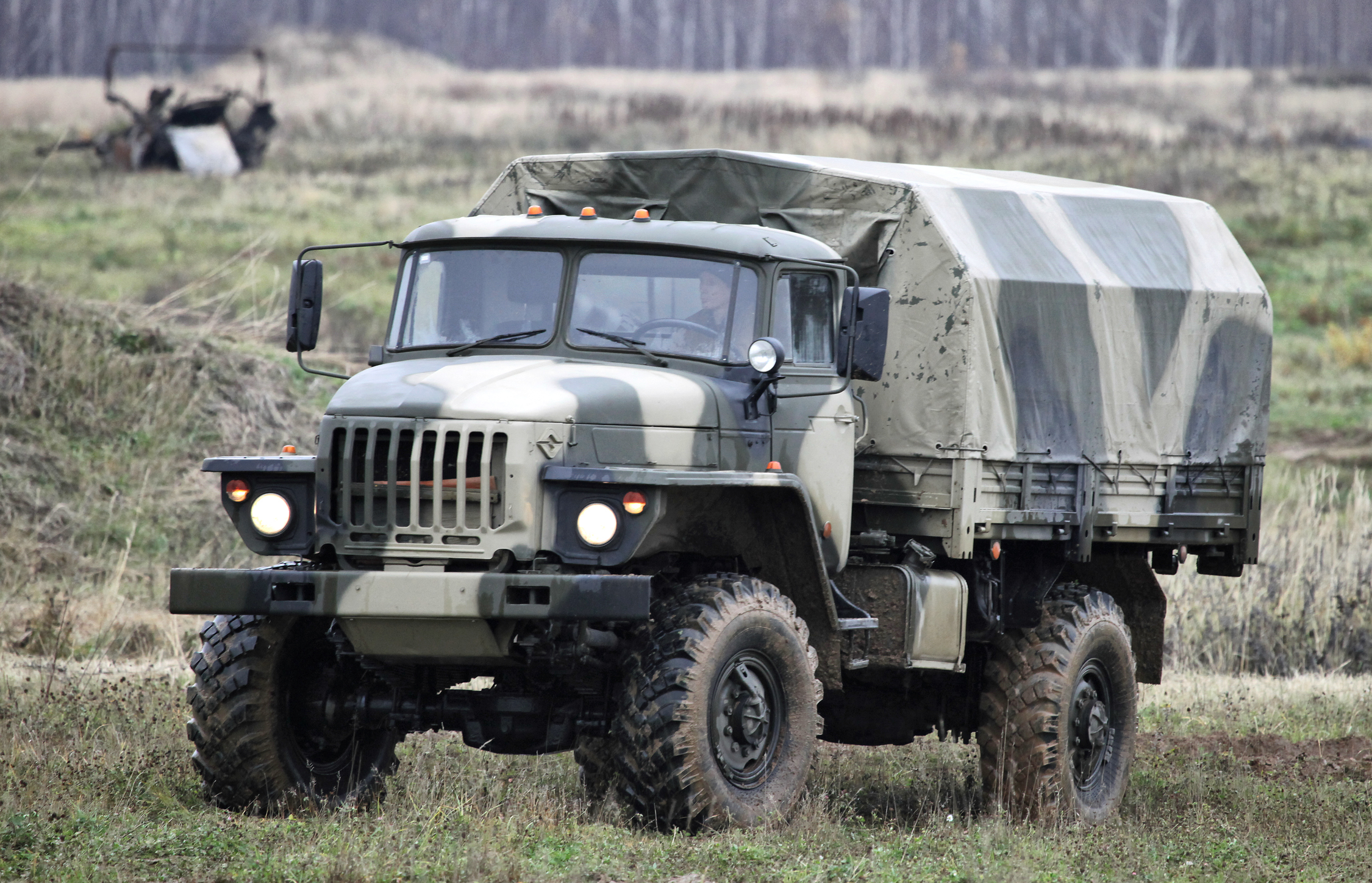
Ural-43206 auf einer Messe in Russland (2012)

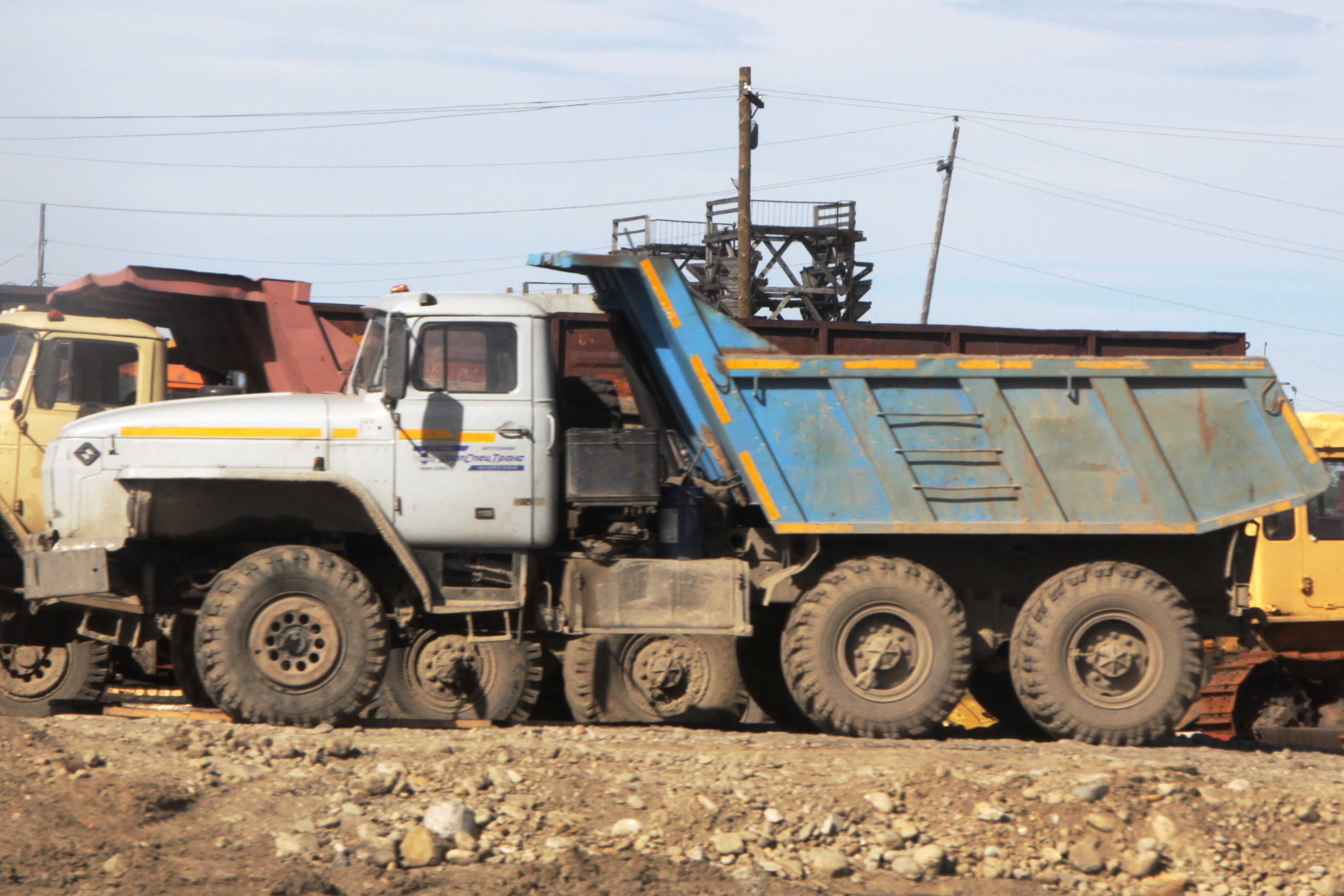
Ural-5557 auf einer Baustelle an der Trasse der Petschora-Eisenbahn kurz vor Workuta (2014)

Das Fahrzeug dient als Basis für eine Vielzahl unterschiedlicher Aufbauten. Dazu gehören unter anderem Tieflader, Kräne, Erdbohrgeräte, Kommunalfahrzeuge, Feuerwehrwagen, Tankwagen, Langholztransporter, Pritschenwagen, Flugfeldfahrzeuge, Ölfeldfahrzeuge, Kofferfahrzeuge und viele weitere Spezialaufbauten. Insgesamt ist von über 1000 Versionen in zirka 40 Jahren Produktionszeit die Rede. Die nachfolgende Liste kann entsprechend lediglich eine geringe Auswahl darstellen.
- Ural-3255 – Fahrzeug auf Basis des Ural-4320 mit Aufbau zur Personenbeförderung. Es handelt sich also um einen geländegängigen Bus.
- Ural-E4320 – Russisch Урал-Э4320, Prototyp mit JaMZ-740-Motor.
- Ural-4320 – Erstes Serienmodell, gebaut von 1977 bis 1986.
- Ural-432001 – Ab 1981 gebaute Version speziell für extrem kalte Einsatzgebiete. Bis 1986 produziert.
- Ural-432006 – Exportmodell.
- Ural-4320-01 – Erste Modernisierung, gebaut von 1986 bis 1993.
- Ural-4320-02 – Leistungsgesteigerte Version mit 220 PS und KamAZ-Motor, gebaut von 1989 bis 1993.
- Ural-4320-10 – Mit V6-Dieselmotor vom Typ JaMZ-236 ausgestattet, von 1993 bis 2002 gefertigt.
- Ural-4320-30 – Version mit verlängertem Radstand und JaMZ-238-Achtzylinder-Dieselmotor. 240 PS aus knapp 15 Litern Hubraum, gebaut von 1994 bis 2002.
- Ural-4320-31 – Modell mit kurzem Radstand und JaMZ-238-Motor. Ebenfalls 1994 bis 2002 gebaut.
- Ural-4320-40 – Version mit langem Radstand und überarbeitetem V8-Motor vom Typ JaMZ-238NE2. Gebaut von 2003 bis 2012.
- Ural-4320-41 – Wie Ural-4320-40, jedoch mit kurzem Radstand. Gebaut von 2003 bis 2012.
- Ural-4320-58 – Mit überarbeitetem Fahrerhaus, gebaut seit 2009.
- Ural-4320-60 – Modell mit völlig neuem Sechszylindermotor von JaMZ, 230 PS und auf zehn Tonnen vergrößerte Nutzlast. Seit 2013 gebaut.
- Ural-4320-61 – Wie -60, jedoch nur sechs Tonnen Nutzlast. Ebenfalls seit 2013 in Produktion.
- Ural-4320-71 – Mit neuem Dieselmotor und 240 PS, seit 2014 gebaut.
- Ural-4320-72 – Wie -71, jedoch mit 10,5 Tonnen Nutzlast.
- Ural-4320-73 – Wie -71, lediglich 6,5 Tonnen Nutzlast.
- Ural-4320-80 – Mit 285 PS, seit 2014 am Markt.
- Ural-4320-82 – Mit 312 PS und Getriebe von ZF Friedrichshafen, seit 2014 am Markt.
- Ural-43203 – An landwirtschaftliche Bedürfnisse angepasste Version. Ab 1978 gefertigt, in diversen Versionen gebaut, 2005 eingestellt.
- Ural-43204 – Ebenfalls in diversen Versionen gebaut, für die Forstwirtschaft. Seit 1989 in Serienproduktion.
- Ural-43205 – Kurzzeitig gebaute Version mit Motor des Typs Ural-744 aus Eigenproduktion. Nur von 1993 bis 1994 gefertigt, da 1993 von KamAZ aufgrund eines Großbrands in der Motorenfertigung nicht mehr genügend Triebwerke zugeliefert wurden.
- Ural-43206 – Zweiachsige Version mit diversen eigenen Versionen und anderen technischen Parametern, siehe dort.
- Ural-4420 – Sattelzugmaschine, für Modellversionen und andere Angaben siehe dort.
- Ural-5557 – Ausführung als Kipper für diverse Einsatzzwecke, siehe ebenfalls dort.
- EOW-3521 und andere – Mit Mobilbaggeraufbau.

Diverses militärisches Spezialgerät weicht vom Nummernschema völlig ab und wird teilweise nur mit Buchstabenkombinationen bezeichnet.

## Technik

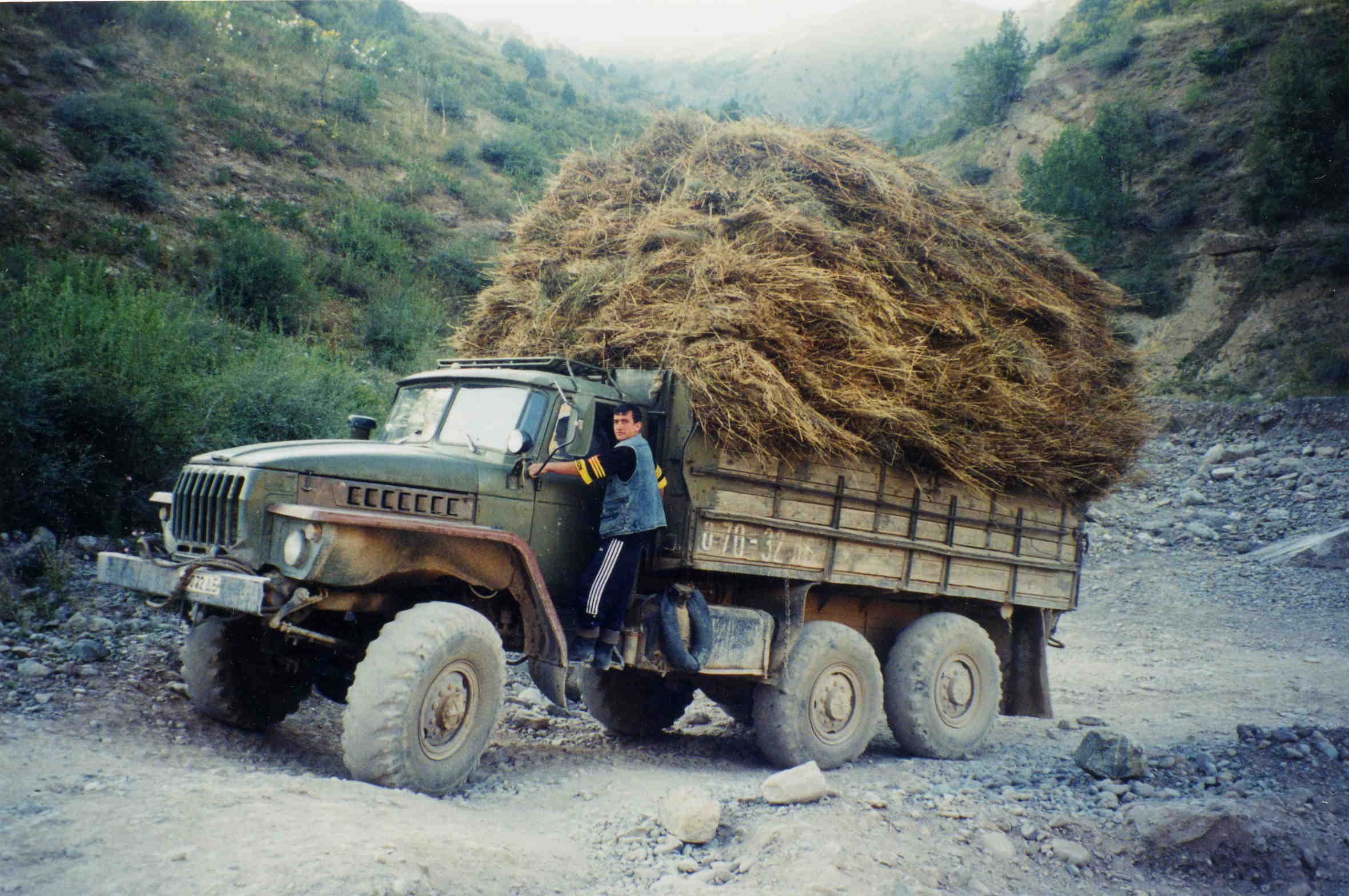
Ural-4320 in Tadschikistan (2007)

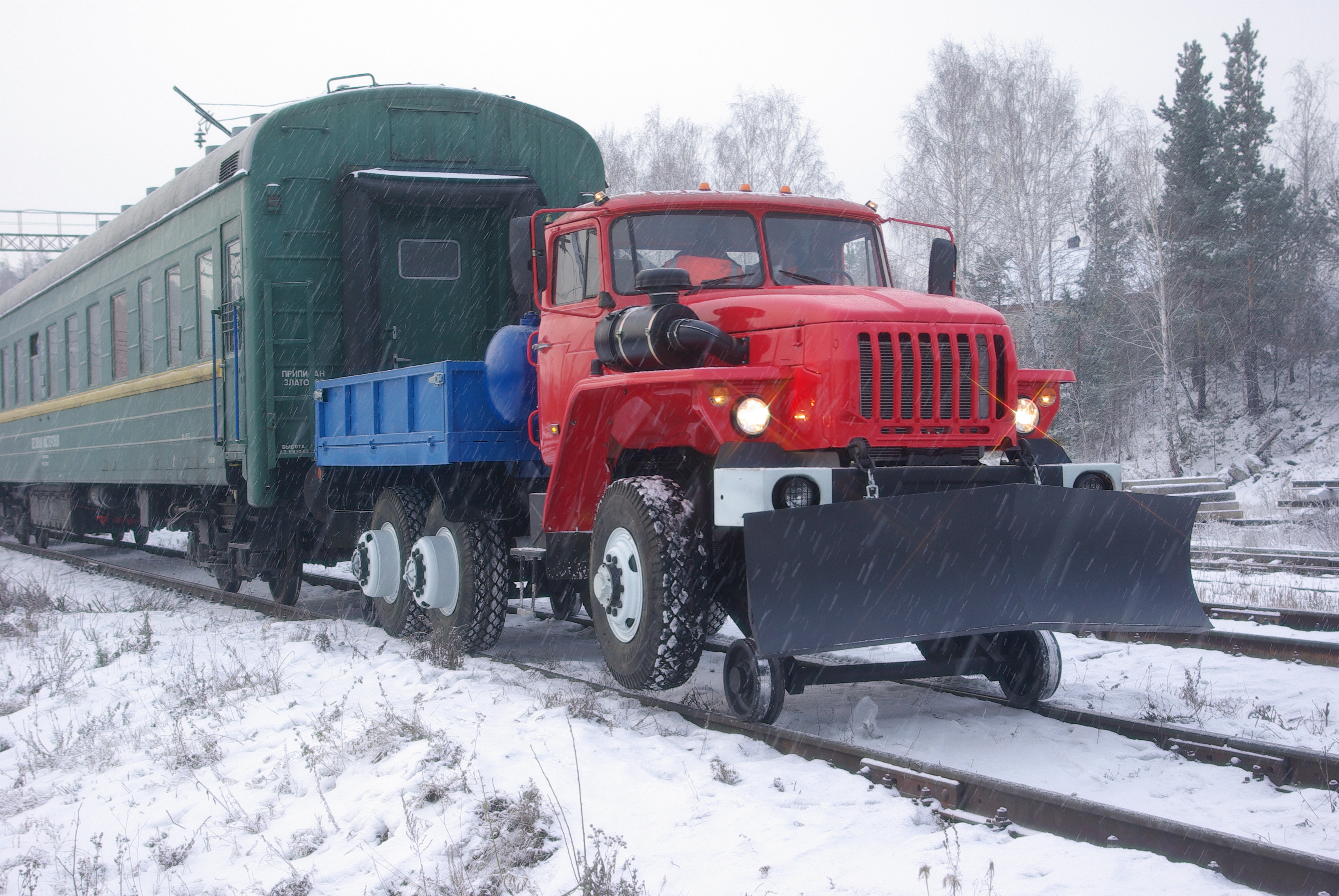
Ural-4320 als Zweiwegefahrzeug (2012)

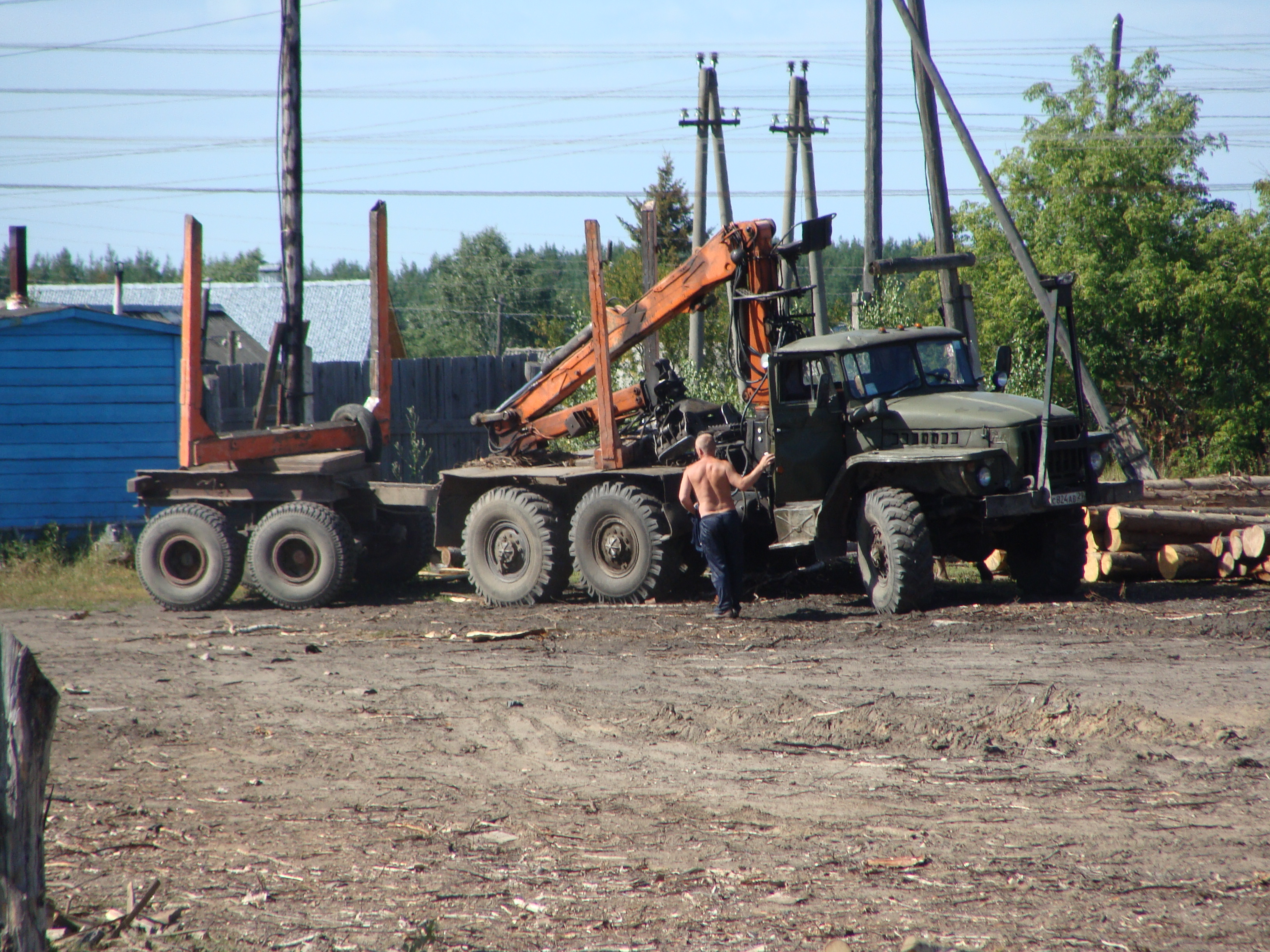
Ural-4320 für die Forstwirtschaft

Sämtliche angegebenen Daten gelten für das Grundmodell Ural-4320 und beziehen sich etwa auf das Jahr 1989.
| Länge                                  | 7366 mm                                                   |
| Breite                                 | 2674 mm                                                   |
| Höhe                                   | 2870 mm                                                   |
| Radstand                               | 3500 + 1400 mm                                            |
| Leergewicht                            | mindestens 8425 kg                                        |
| Nutzlast                               | 5000 kg                                                   |
| zulässige Anhängelast                  | 7000 kg                                                   |
| zulässige Gesamtmasse                  | 13.425 kg                                                 |
| maximale Achslast vorne                | 4260 kg                                                   |
| maximale Achslast hinten (Doppelachse) | 9415 kg                                                   |
| Höchstgeschwindigkeit, voll beladen    | 85 km/h                                                   |
| Kraftstoffvorrat                       | 300 l + 60 l optional, auch 210 l + 60 l angegeben        |
| mittlerer Fahrbereich inkl. Reserve    | 700–1100 km                                               |
| mittlerer Kraftstoffverbrauch          | 27–38 l/100 km                                            |
| Rahmen                                 | genietete Längs- und Querträger                           |
| Anhängevorrichtungen                   | zwei starre Schlepphaken vorn, gepuffertes Zugmaul hinten |
| Bereifung                              | Schlauchreifen 14.00-20 für veränderbaren Luftdruck       |
| Felge                                  | dreiteilig, 10-20                                         |
| Reifendruck, verstellbar von ... bis   | 0,5–3,1 bar                                               |
| Steigfähigkeit bei voller Masse        | 30°                                                       |
| minimaler Wendekreis                   | 22 m                                                      |
| Wattiefe                               | 1,5 m                                                     |

Mittlerweile sind Modellversionen mit über zehn Tonnen Nutzlast und entsprechend höherem Gesamtgewicht am Markt.

### Motor
Der Motor des Ural-4320, welcher von KamAZ zugeliefert wurde, kommt bei diversen Modellen von KamAZ selbst zum Einsatz. Darunter sind der KamAZ-5320, der KamAZ-5410 und auch der KamAZ-5511.
| Motormodell                                  | KamAZ-740.10                                                                       |
| Bauart                                       | Viertakt-Diesel, flüssigkeitsgekühlt, Direkteinspritzung mit Mittenkolbenbrennraum |
| zugelassener Kraftstoff                      | Dieselkraftstoff                                                                   |
| Bauform                                      | 90°-V-Achtzylinder                                                                 |
| Nennleistung bei 2600−1                      | 156 kW (210 PS)                                                                    |
| Gesamthubraum                                | 10,85 l                                                                            |
| Bohrung / Hub                                | 120 mm / 120 mm                                                                    |
| Verdichtungsverhältnis                       | 17:1                                                                               |
| höchstes Drehmoment (1500–1800 min−1)        | 667 Nm                                                                             |
| niedrigster spezifischer Kraftstoffverbrauch | 224,3 g/kWh (bei 1800 min−1 / 118 kW (160 PS))                                     |
| niedrigste Leerlaufdrehzahl                  | 600 min−1                                                                          |
| höchste Drehzahl                             | 2930 min−1                                                                         |
| höchste Dauerdrehzahl                        | 2600 min−1                                                                         |
| Zündfolge, Gesamtmotor                       | 1–5–4–2–6–3–7–8                                                                    |
| Zylinderreihenfolge, Zylinderbank links      | 1–2–3–4                                                                            |
| Zylinderreihenfolge, Zylinderbank rechts     | 5–6–7–8                                                                            |
| Drehsinn der Kurbelwelle                     | rechts                                                                             |
| Öldruck bei betriebswarmem Motor             | 0,9–5,4 bar                                                                        |
| Schmiersystem                                | Druckumlauf / Spritzöl                                                             |
| Kraftstoffpumpe                              | mechanisch geregelte Achtstempelpumpe in V-Bauform                                 |
| Einspritzdüsen                               | Kennzeichnung „33“, Öffnungsdruck 176,6 bar, Fünfloch                              |
| Kraftstofffilter                             | zweistufig grob/fein mit Wasserabscheider                                          |

Nach dem Zerfall der Sowjetunion wurden und werden auch andere Dieselmotoren verbaut, insbesondere der Typen JaMZ-236 und JaMZ-238. Beide haben einen größeren Hubraum als der KamAZ-740 (nämlich 11,15 bzw. 14,86 l), wobei es sich beim JaMZ-236 um einen V6 und beim JaMZ-238 um einen V8 handelt. Heute liefert KamAZ keine Motoren für das Fahrzeug mehr zu.

### Getriebe und Kraftübertragung
Der Ural hat drei permanent angetriebene Achsen mit großer Einzelbereifung und einem sperr- und untersetzbaren Verteilergetriebe. Die hohe Geländegängigkeit wird durch die typische Bereifung mit Ackerschlepperprofil und den während der Fahrt veränderbaren Reifendruck erreicht.
| Antriebskonzept, Räderformel | permanenter Allrad, 6×6                                              |
| Kupplung                     | KamAZ-14-Zweischeiben-Trockenkupplung, mechanisch betätigt           |
| Wechselgetriebe              | KamAZ, mechanisch, fünf Gänge + R-Gang, 1. Gang nicht synchronisiert |
| Übersetzungen                | 5,62 / 2,89 / 1,64 / 1,00 / 0,724 / R=5,3                            |
| Verteilergetriebe            | mechanisch, Zweigang, sperrbar                                       |
| Übersetzung Straße / Gelände | 1,3 / 2,15                                                           |
| Drehmomentverteilung VA:HA   | 1:2                                                                  |
| Gelenkwellen                 | offen, nadelgelagert                                                 |
| Achsenantrieb                | zweistufiges Getriebe, ohne Sperre                                   |
| Gesamtübersetzung der Achsen | 7,32                                                                 |

### Elektrische Anlage
Um eine hohe Geländegängigkeit zu erreichen, war es unter anderem notwendig, Teile der elektrischen Anlage wasserdicht auszulegen. Die Betriebsspannung wurde gegenüber dem Vorgänger von 12 auf 24 V angehoben.
| Verdrahtung       | Einleiter, minus an Masse                                  |
| Betriebsspannung  | 24 V                                                       |
| Generator         | wasserfest, Drehstrom, 48 A                                |
| Spannungsregelung | elektronischer Halbleiterregler, kontaktlos                |
| Batterien         | 12 V, 190 Ah, zwei Stück                                   |
| Motoranlasser     | 7,73 kW mit Magnetschalter, ferngesteuert über Zündschloss |
| Scheinwerfer      | H4 Halogen 55/60 Watt, wasserdicht                         |

### Zusatzausstattung
Auf Bestellung und gegen Aufpreis kann der Ural-4320 mit diverser zusätzlicher Technik ausgerüstet werden. Dazu zählt insbesondere eine am Heck angebrachte Seilwinde, die über ein Abzweiggetriebe vom Motor des Fahrzeugs angetrieben wird. Bei einer Seillänge von 65 m und einer Seildicke von 17,5 mm ist sie in der Lage, eine maximale Kraft von 70 kN aufzubringen. Dies entspricht einer frei aushebbaren Last von knapp sieben Tonnen. Das Abzweiggetriebe konnte auch einzeln beschafft werden, 40 % der Motorleistung sind daraus entnehmbar.
Zur Zusatzausstattung gehören des Weiteren ein 60-Liter-Zusatztank, eine Hydraulik für das Herablassen des Ersatzrads, eine Heizung für das Fahrerhaus sowie zusätzliche Abdichtungen verschiedener Antriebskomponenten für tiefe Wasserdurchfahrten. Außerdem kann eine dieselgetriebene Motorheizung mit 30 Kilowatt Leistung geordert werden, die auf Kühlflüssigkeit und Motoröl wirkt. So bleibt das Fahrzeug auch bei extrem tiefen Temperaturen startbereit.